# Gagarino 1-je
Gagarino 1-je (ros. Гагарино 1-е) – wieś (sieło) w Rosji, w obwodzie tambowskim, w rejonie piczajewskim. W 2010 liczyła 200 mieszkańców.